# Episodi di Selenkay
La prima stagione della serie televisiva Selenkay, composta da 8 episodi, è stata trasmessa in prima visione assoluta in Argentina, e nei paesi latinoamericani di lingua spagnola, su Disney Channel dal 17 agosto al 8 settembre 2024.
In Italia la stagione è stata interamente pubblicata sul servizio di streaming on demand Disney+ il 21 agosto 2024.
| nº | Titolo originale       | Titolo italiano      | Prima TV Argentina | Pubblicazione Italia |
| -- | ---------------------- | -------------------- | ------------------ | -------------------- |
| 1  | Bienvenidos a Río Vivo | Benvenuti a Río Vivo | 17 agosto 2024     | 21 agosto 2024       |
| 2  | Rara                   | Strana               | 18 agosto 2024     | 21 agosto 2024       |
| 3  | Bajo presión           | Sotto pressione      | 24 agosto 2024     | 21 agosto 2024       |
| 4  | Fénix                  | Fénix                | 25 agosto 2024     | 21 agosto 2024       |
| 5  | Despertar              | Risveglio            | 31 agosto 2024     | 21 agosto 2024       |
| 6  | Iniciación             | Iniziazione          | 1º settembre 2024  | 21 agosto 2024       |
| 7  | Identidad              | Identità             | 7 settembre 2024   | 21 agosto 2024       |
| 8  | Aurora                 | Aurora               | 8 settembre 2024   | 21 agosto 2024       |

## Benvenuti a Río Vivo
- Titolo originale: Bienvenidos a Río Vivo
- Diretto da: Joaquín Cambré e Eduardo Pinto
- Scritto da: Pablo Lago e Susana Cardozo

## Strana
- Titolo originale: Rara
- Diretto da: Martín Saban
- Scritto da: Pablo Lago e Susana Cardozo

## Sotto pressione
- Titolo originale: Bajo presión
- Diretto da: Joaquín Cambré e Eduardo Pinto
- Scritto da: Pablo Lago e Susana Cardozo

## Fénix
- Titolo originale: Fénix
- Diretto da: Martín Saban
- Scritto da: Pablo Lago e Susana Cardozo

## Risveglio
- Titolo originale: Despertar
- Diretto da: Joaquín Cambré e Eduardo Pinto
- Scritto da: Pablo Lago e Susana Cardozo

## Iniziazione
- Titolo originale: Iniciación
- Diretto da: Joaquín Cambré e Eduardo Pinto
- Scritto da: Pablo Lago e Susana Cardozo

## Identità
- Titolo originale: Identidad
- Diretto da: Martín Saban
- Scritto da: Pablo Lago e Susana Cardozo

## Aurora
- Titolo originale: Aurora
- Diretto da: Martín Saban
- Scritto da: Pablo Lago e Susana Cardozo